# Gölnicbányai járás

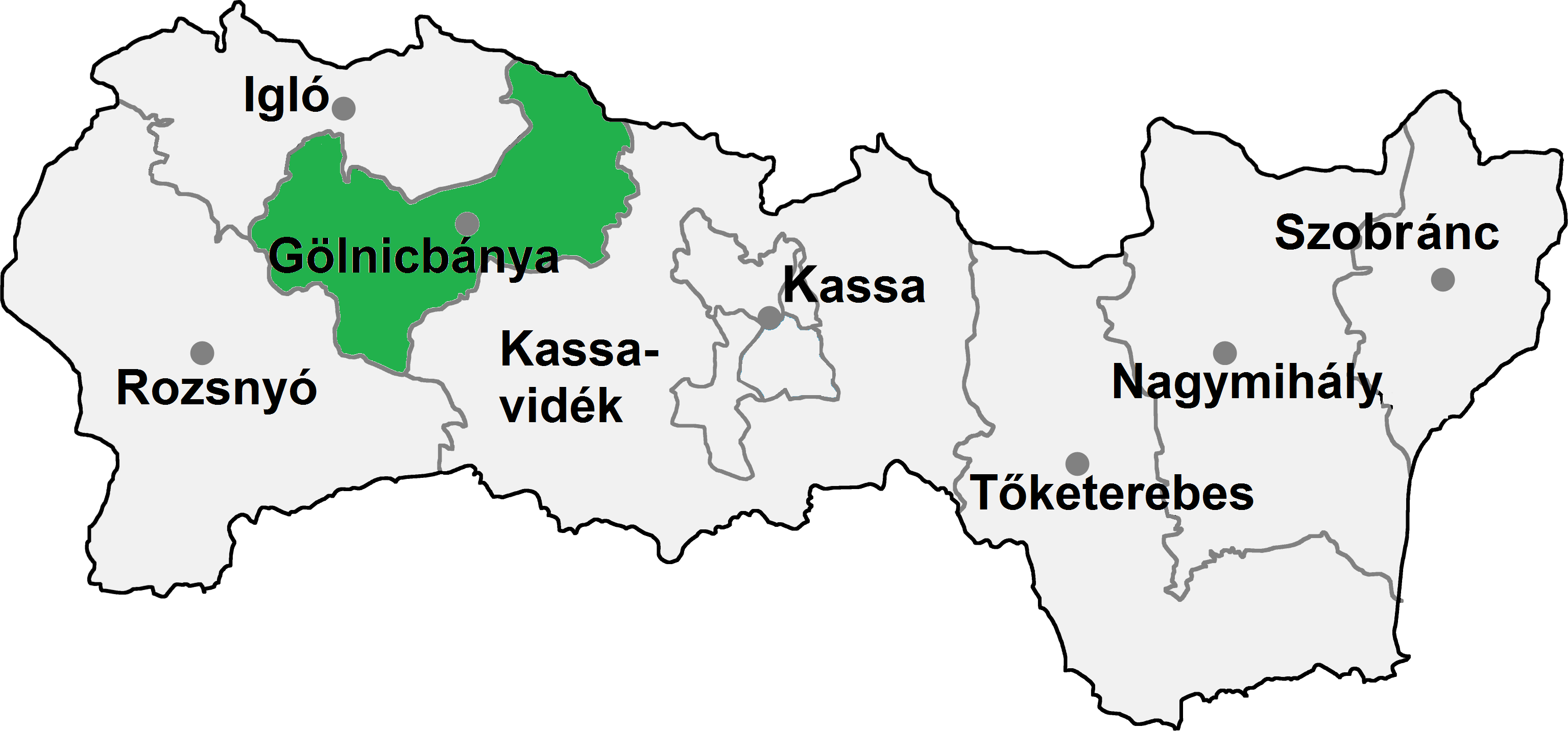
A Gölnicbányai járás

A Gölnicbányai járás (Okres Gelnica) Szlovákia Kassai kerületének közigazgatási egysége. Területe 584 km², lakosainak száma 30 841 (2001), székhelye Gölnicbánya (Gelnica). A járás területe nagyrészt az egykori Szepes vármegye területe volt, délnyugaton egy kis része Gömör-Kishont vármegyéhez tartozott.

## Népessége
| Év:            | 1994.  | 2004.   | 2014.   | 2024.   |
| -------------- | ------ | ------- | ------- | ------- |
| Emberek száma: | 30 034 | 31 006  | 31 504  | 31 787  |
| Eltérés:       |        | +3,23 % | +1,60 % | +0,89 % |

| Év:            | 2023.  | 2024.   |
| -------------- | ------ | ------- |
| Emberek száma: | 31 736 | 31 787  |
| Eltérés:       |        | +0,16 % |

## A Gölnicbányai járás települései
- Dénes (Úhorná)
- Gölnicbánya (Gelnica)
- Görögfalu (Závadka)
- Gyónfalva (Hrišovce)
- Henclófalva (Henclová)
- Jekelfalva (Jaklovce)
- Kluknó (Kluknava)
- Kojsó (Kojšov)
- Margitfalva (Margecany)
- Merény (Nálepkovo)
- Nagykuncfalva (Helcmanovce)
- Nagysolymár (Veľký Folkmár)
- Óvíz (Stará Voda)
- Prakfalva (Prakovce)
- Rihnó (Richnava)
- Svedlér (Švedlár)
- Szepesremete (Mníšek nad Hnilcom)
- Szomolnok (Smolník)
- Szomolnokhuta (Smolnícka Huta)
- Zakárfalva (Žakarovce)